# 富山交通
富山交通株式会社（とやまこうつう、英: TOYAMA KOTSU Co.,Ltd.）は、富山県富山市双代町に本社を置くハイヤー・タクシー事業者である。略称は「富タク（トミタク）」。

## 概要
出典→
- 本社所在地 - 富山県富山市双代町2番1号
- 従業員数 - 317人
- 資本金 - 4,600万円
- 決算月 - 7月

## 沿革
- 1939年4月12日 - 国家総動員法に伴う統制により、富山市内のタクシー業者18社が、富山交通株式会社を設立（川口源平が代表に就任）[2]。
- 1945年8月2日 - 富山大空襲により本社、車両全て焼失したため、休業[3]。
- 1950年
  - この年に道路運送法による免許を取得[4]。
  - 8月1日 - 品川忠蔵が富山交通株式会社の株式を100％取得する[4]。登記上は同日を会社設立としている[1]。
  - 9月8日 - 営業再開[4]。
- 1951年10月17日 - 本社を富山市新富町29番地に移転[4]。
- 1953年9月 - 従業員により自動車神社が建立される[4]。
- 1975年11月 - IBMシステム/3モデル15Aを導入[5]。
- 1990年
  - 4月28日 - 現在地に新本社社屋竣工[6]。
  - 6月 - 自動車神社を現在地に遷座[6]。
  - 11月18日 - 中田交通株式会社、富タク大沢野交通株式会社と改称[6]。
- 2003年8月1日 - 「富タク介護」を開始[7]。

## 関連会社
| 社名                     | 所在地                     |
| ------------------------ | -------------------------- |
| 富タク大沢野交通株式会社 | 富山県富山市高内386-1      |
| 電気交通株式会社         | 富山県富山市中島1丁目14-46 |
| 八尾交通株式会社         | 富山県富山市八尾町福島550  |

### その他の関連会社
- 品川グループ（富山県富山市千歳町）